# Томпа, Михай
Михай Томпа (венг. Mihály Tompa; 28 сентября 1817, Римавска-Собота, Австрийская империя — 30 июля 1868, Ханава) — венгерский поэт-лирик, кальвинистский священнослужитель, богослов, член-корреспондент Венгерской академии наук.
Вместе с Яношем Арани и Шандором Петёфи считается виднейшим 
венгерским поэтом, классиком венгерской литературы.

## Биография

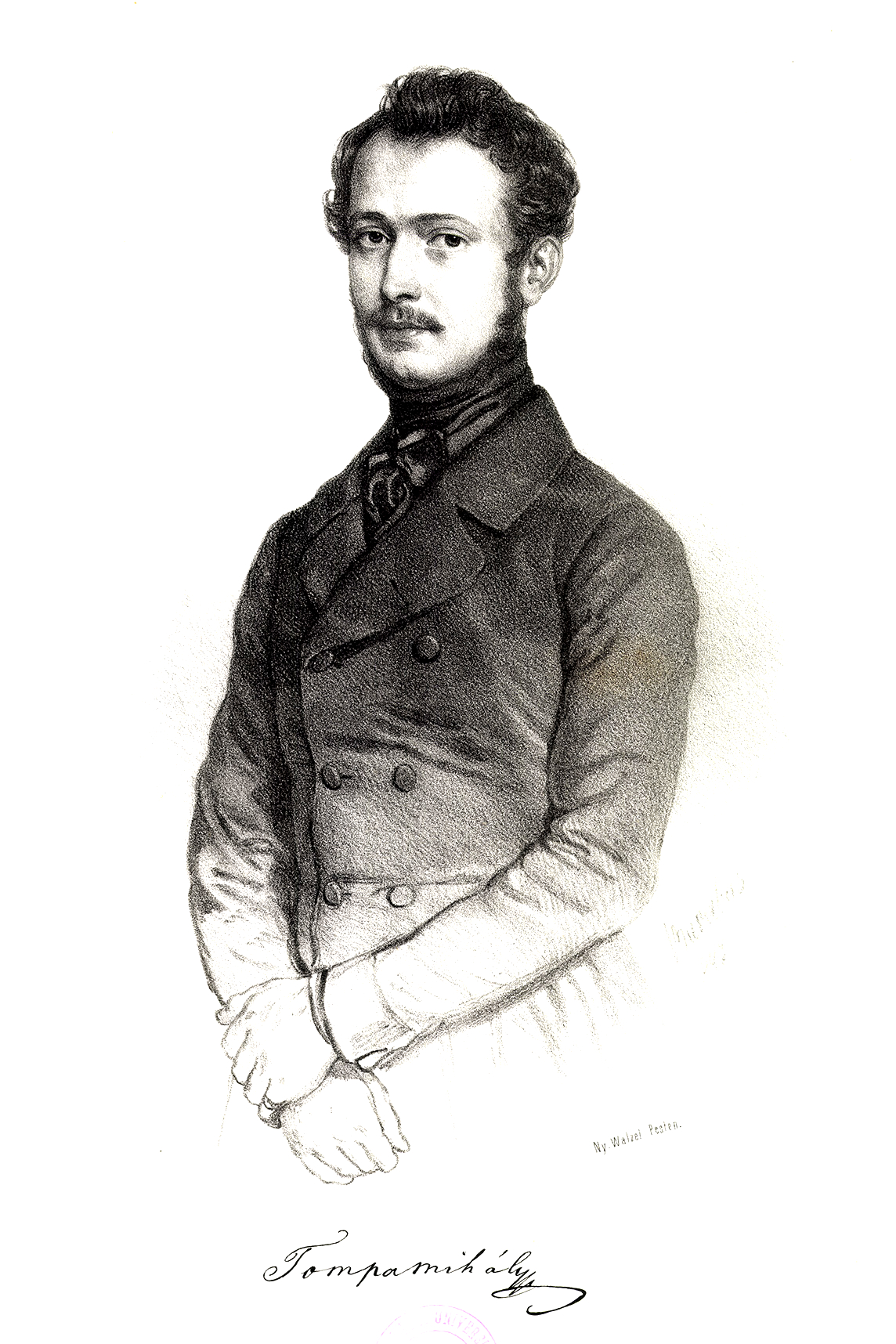

Изучал право и богословие в Шарошпатаке и Будапеште. 
Служил полковым священником в революционных войсках в 1848-1849 гг.
Дебютировал в возрасте двадцати четырёх лет, опубликовав свои первые стихи в «Атенеуме», принесшии ему популярность Уитли читателей. Его первый том «Népregék, népmondák» («Народные легенды и сказки»), вышедший в 1846 году, имел также большой успех, и то же самое можно сказать о первом томе его стихотворений 1847 года.

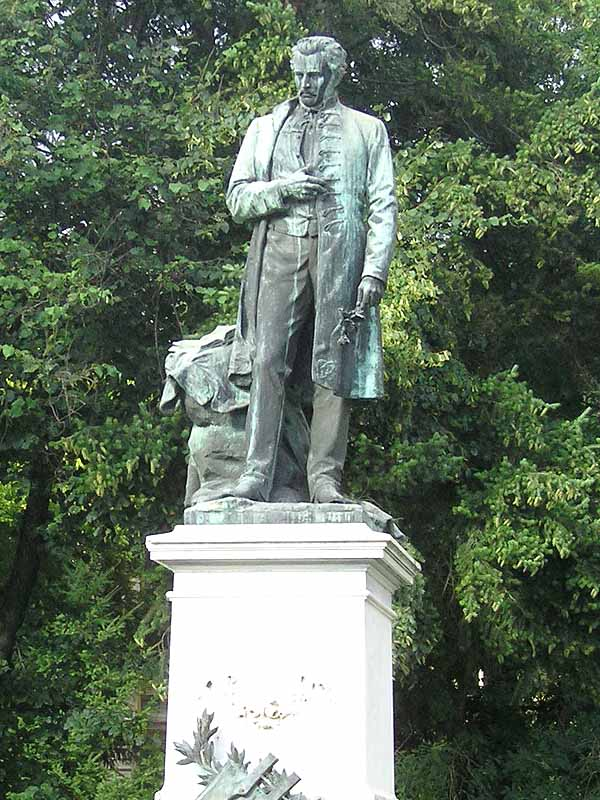
Памятник М. Томпа в г. Римавска-Собота

За участие в Венгерской революции 1848 года дважды арестовывался австрийскими властями. После освобождения опубликовал свой «Вирагрек» («Легенды о цветах»), сборник стихов, демонстрирующий большое воображение и любовь к природе. Вскоре после этого его охватила меланхолия и он отказался от этого направления в поэзии. Опубликовал три тома проповедей, которые, по словам его биографа, протестантского епископа Будапешта, являются одними из лучших в венгерской литературе и выгодно отличаются от проповедей других богословов. Его собрание поэтических произведений было опубликовано в Будапеште в 1870 году и снова в 1885 году.
В своей поэзии приветствовал революцию в Венгрии.

## Источник
- Эта статья (раздел) содержит текст, взятый (переведённый) из одиннадцатого издания «Британской энциклопедии», перешедшего в общественное достояние.

^